# Fontaine-au-Bois
Pour les articles homonymes, voir Fontaine.
Fontaine-au-Bois est une commune française située dans le département du Nord (59), en région Hauts-de-France.

## Géographie

### Communes limitrophes
| Bousies                 | Robersart        | Locquignol |
|                         | Fontaine-au-Bois |            |
| Forest-en-Cambrésis Ors |                  | Landrecies |

### Hydrographie

#### Réseau hydrographique
La commune est située dans le bassin Artois-Picardie. Elle est drainée par le ruisseau du Lannoy, la Motte, la Rue d'en Haut et le ruisseau du Lannoy,,.

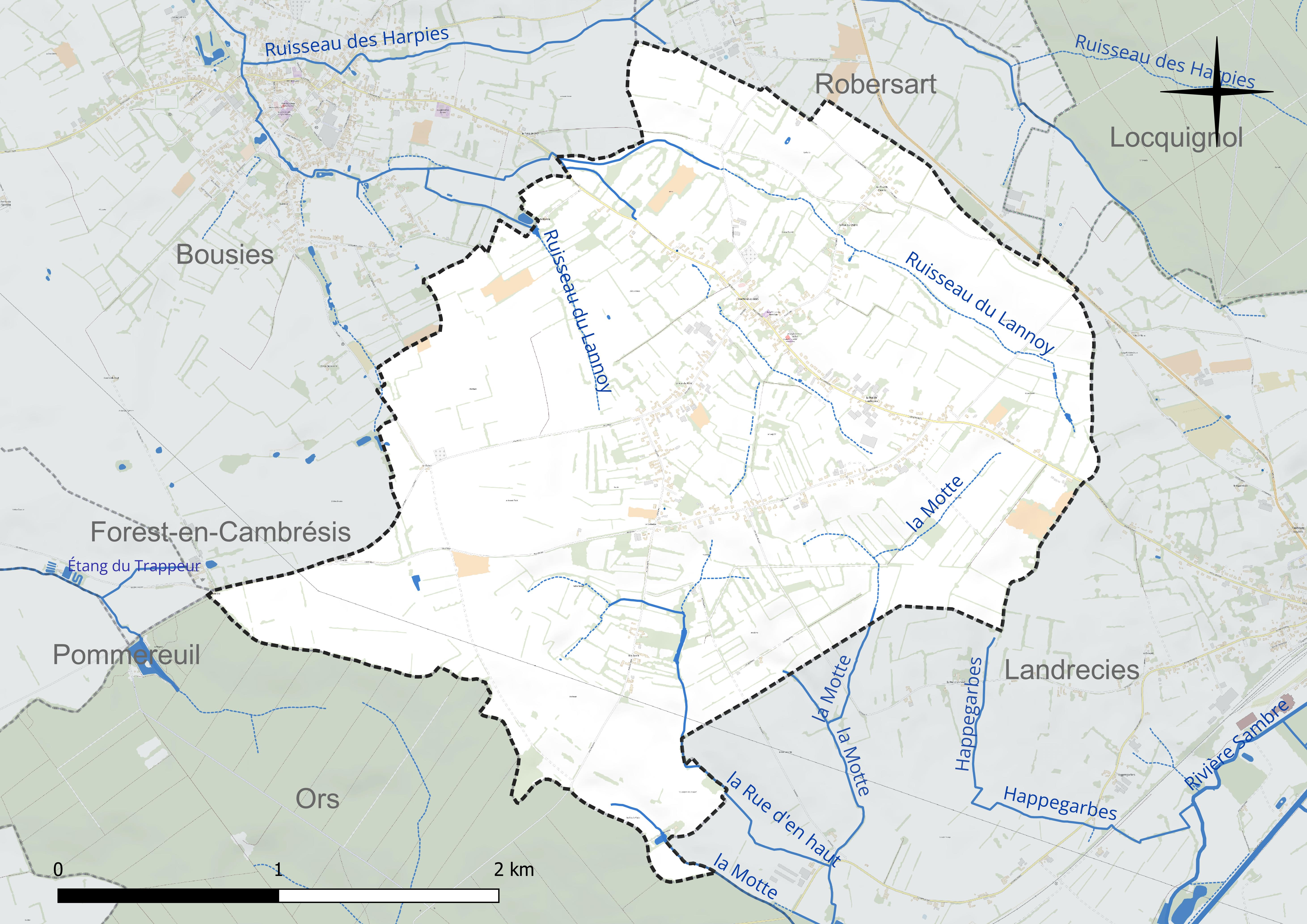
Réseau hydrographique de Fontaine-au-Bois.

#### Gestion et qualité des eaux
Le territoire communal est couvert par le schéma d'aménagement et de gestion des eaux (SAGE) « Escaut ». Ce document de planification concerne un territoire de 2 005 km2 de superficie, délimité par le bassin versant de l'Escaut. Le périmètre a été arrêté le 9 juin 2006 et le SAGE proprement dit a été approuvé le 13 juillet 2021. La structure porteuse de l'élaboration et de la mise en œuvre est le syndicat mixte Escaut et Affluents (SyMEA). 
La qualité des cours d'eau peut être consultée sur un site dédié géré par les agences de l'eau et l'Agence française pour la biodiversité. 

### Climat
Pour des articles plus généraux, voir Climat des Hauts-de-France et Climat du Nord.
En 2010, le climat de la commune est de type climat des marges montargnardes, selon une étude du CNRS s'appuyant sur une série de données couvrant la période 1971-2000. En 2020, Météo-France publie une typologie des climats de la France métropolitaine dans laquelle la commune est exposée à un climat océanique altéré et est dans la région climatique  Nord-est du bassin Parisien, caractérisée par un ensoleillement médiocre, une pluviométrie moyenne régulièrement répartie au cours de l'année et un hiver froid (3 °C). 
Pour la période 1971-2000, la température annuelle moyenne est de 9,7 °C, avec une amplitude thermique annuelle de 15,1 °C. Le cumul annuel moyen de précipitations est de 814 mm, avec 12,3 jours de précipitations en janvier et 9,9 jours en juillet. Pour la période 1991-2020, la température moyenne annuelle observée sur la station météorologique la plus proche, située sur la commune de Saint-Hilaire-sur-Helpe à 18 km à vol d'oiseau, est de 10,5 °C et le cumul annuel moyen de précipitations est de 802,4 mm,. Pour l'avenir, les paramètres climatiques de la commune estimés pour 2050 selon différents scénarios d'émission de gaz à effet de serre sont consultables sur un site dédié publié par Météo-France en novembre 2022.

## Urbanisme

### Typologie
Au 1er janvier 2024, Fontaine-au-Bois est catégorisée commune rurale à habitat dispersé, selon la nouvelle grille communale de densité à sept niveaux définie par l'Insee en 2022.
Elle est située hors unité urbaine et hors attraction des villes,.

### Occupation des sols
L'occupation des sols de la commune, telle qu'elle ressort de la base de données européenne d'occupation biophysique des sols Corine Land Cover (CLC), est marquée par l'importance des territoires agricoles (91,5 % en 2018), une proportion identique à celle de 1990 (91,5 %). La répartition détaillée en 2018 est la suivante : 
prairies (48,1 %), terres arables (43,3 %), zones urbanisées (8,2 %), forêts (0,3 %), milieux à végétation arbustive et/ou herbacée (0,1 %). L'évolution de l'occupation des sols de la commune et de ses infrastructures peut être observée sur les différentes représentations cartographiques du territoire : la carte de Cassini (XVIIIe siècle), la carte d'état-major (1820-1866) et les cartes ou photos aériennes de l'IGN pour la période actuelle (1950 à aujourd'hui).

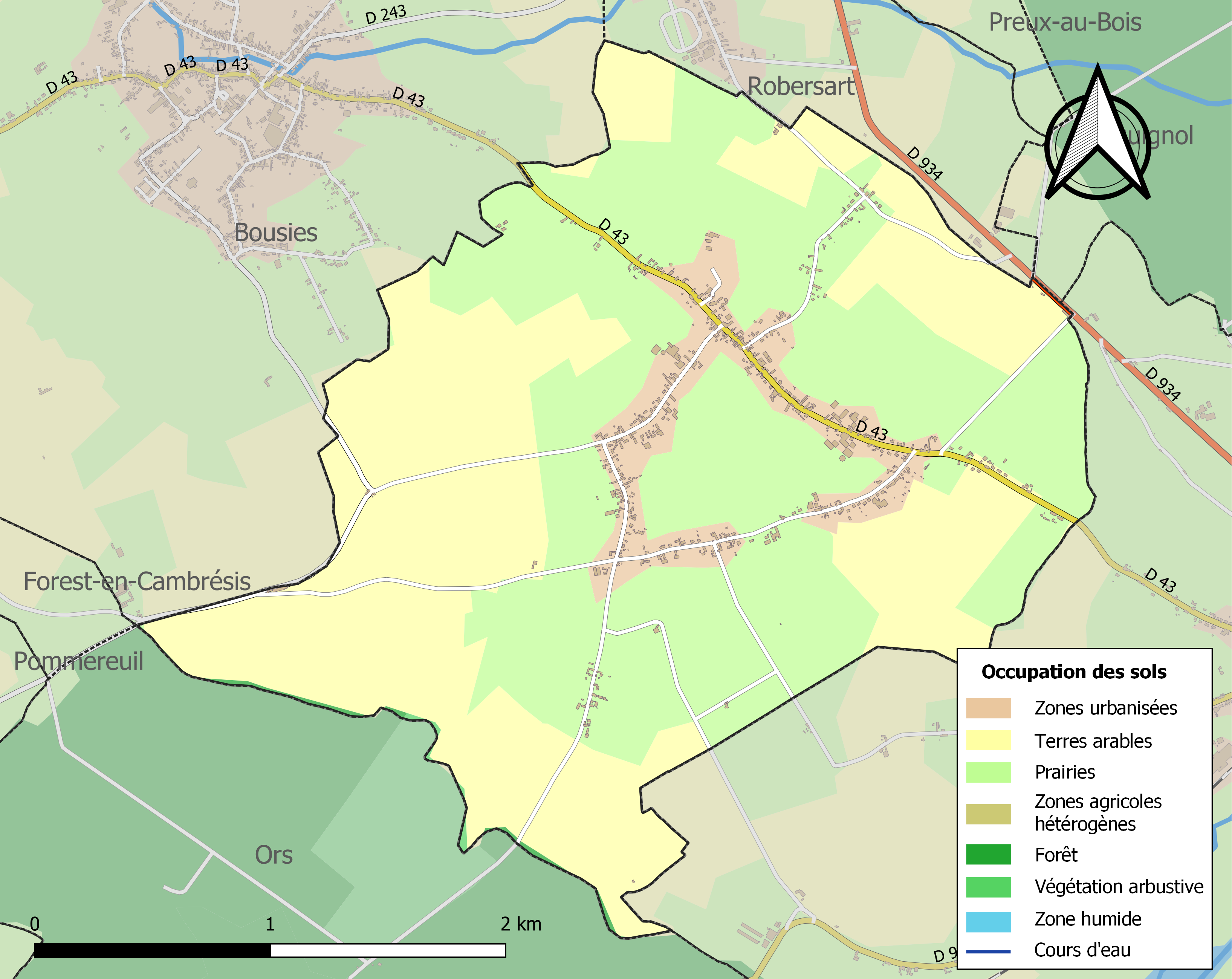
Carte des infrastructures et de l'occupation des sols de la commune en 2018 (CLC).

## Histoire
- Quelques découvertes archéologiques prouvent que le sol du village fut occupé dès la préhistoire et la période gallo-romaine. Les premières populations fontagnardes stables se sont installées sur ce qui est aujourd'hui le hameau de Malgarni, à l'époque mérovingienne : Malgarni s'appelait alors Wattignies ou encore Fontanae ("les fontaines" en latin), nom qui subsista et qui s'appliqua ensuite au village entier.
- Vers les années 770-780, on sait que Fontaine devient une dépendance d'un noble landrecien nommé Aldebert. À sa mort, c'est son fils Rodin qui hérite de Fontaine-au-Bois. Or, ce même Rodin est nommé chef de la toute nouvelle abbaye de Maroilles par Charlemagne : c'est ce qui fait que Fontaine-au-Bois devient la propriété de l'abbaye pendant quelques siècles. L'histoire de Fontaine est ensuite marquée par la vive querelle qui opposa l'abbaye de Maroilles à l'abbaye du Cateau. Cette dernière, en effet, possédait la "terre de Saint-André", une petite partie du hameau de Wattignies, et cherchait à prendre possession de tout le village. En 1248, le conflit est réglé par Jean d'Avesnes : celui-ci donne raison à l'abbaye de Maroilles et à son représentant sur place, le seigneur Wautier de Bousies.

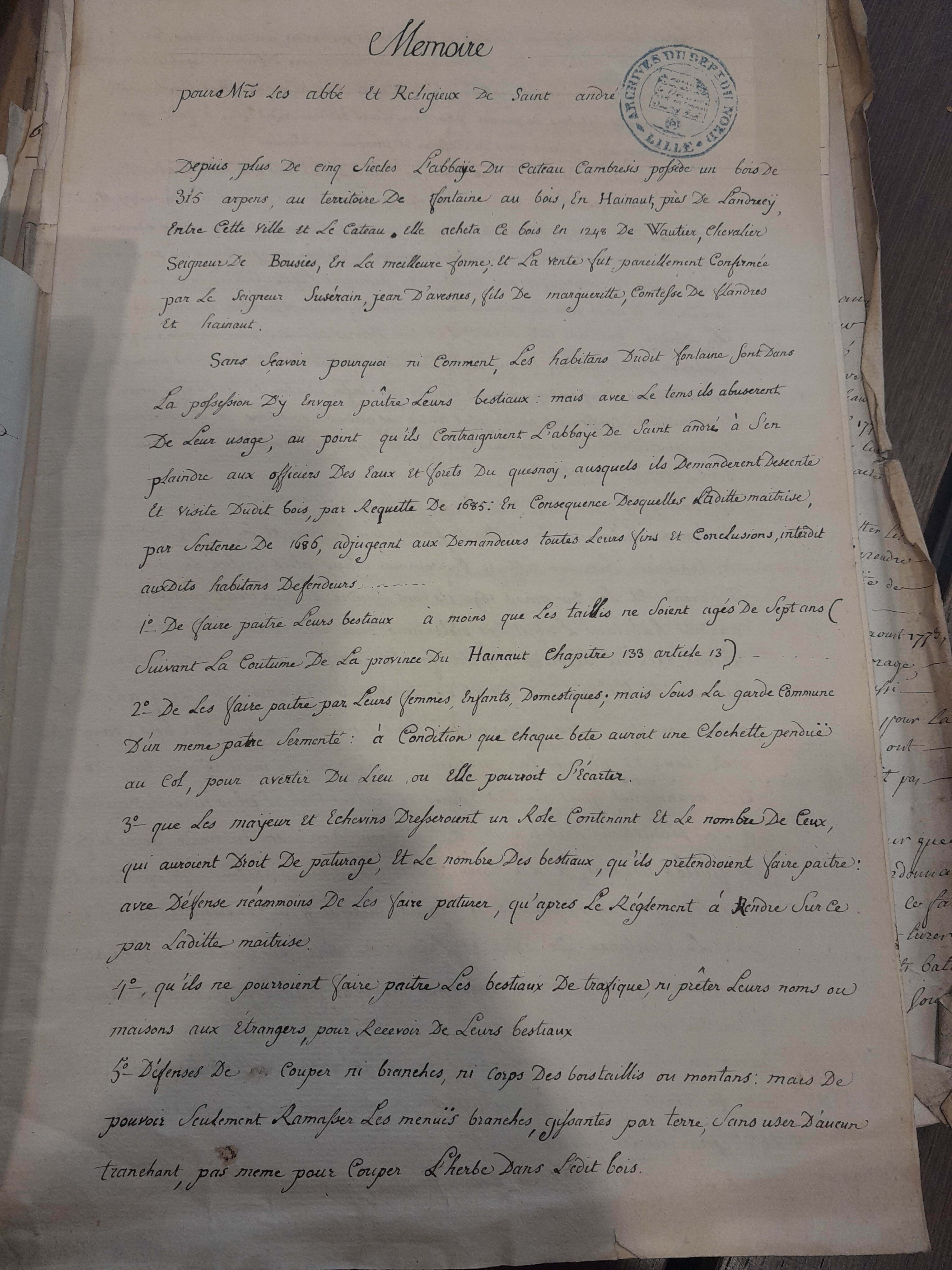
Mémoire sur la gestion du Bois de Fontaine. Archives départementales du Nord, C/10614.

- Il existait un bois de 375 arpents (soit 105 hectares) à proximité du village durant la période moderne. Ce bois a été acheté en 1248 par l'abbaye Saint-André du Cateau au seigneur de Bousies, Wautier. Cette vente a été confirmée par Jean d'Avesnes. Toutefois, les habitants de Fontaine-au-Bois étaient autorisés, selon le droit oral, à faire paître leurs bêtes dans le bois.Mémoire sur la gestion du Bois de Fontaine. Archives départementales du Nord, C/10614.Un mémoire de la fin du XVIIIe siècle relate les abus qui ont pu émerger de ces pratiques non formalisées par écrit. À cette époque, l'abbaye du Cateau se plaint des ravages causés par les bêtes des habitants de Fontaine-au-Bois. Les religieux ont pris plusieurs mesures pour préserver le renouvellement forestier du bois. Par exemple, le premier article du règlement interdit aux villageois "de faire paître leurs bestiaux à moins que les taillis ne soient âgés de sept ans [...]".
- Il est très probable que Fontaine-au-Bois ait connu de nombreuses occupations militaires du XVe au XVIIIe siècle : une église et un cimetière fortifiés, et quelques autres ouvrages de fortification qui étaient encore visibles au XIXe siècle sont là pour l'attester. En 1793 et 1794, une grande partie du village est détruite à l'occasion des combats entre les Français et les Autrichiens. Au XIXe siècle, Fontaine-au-Bois se détourne de son passé guerrier pour se consacrer à l'agriculture : culture du houblon, comme à Bousies, mais aussi plantage de cerisiers.
- 1907 : Le 28 octobre 1907 est mise en service la ligne de chemin de fer Avesnes-sur-Helpe - Solesmes via Landrecies (47 km). La ligne comporte deux arrêts sur le territoire de la Commune. Un service régulier des voyageurs est assuré. En août 1914, le trafic voyageur est interrompu. En 1916, pendant l'occupation allemande, les rails sont démontés. La ligne de chemin de fer est dans l'impossibilité de fonctionner.
- 1918 : Les affrontements sont très violents entre les troupes britanniques de libération et l'occupant allemand : un cimetière militaire est là pour le rappeler. Situé en zone occupée par les troupes allemandes pendant la grande guerre, le village est libéré par des troupes britanniques le 24 octobre 1918.
- 24 juin 1967 : Une tornade dévaste le village : 197 des 230 maisons du village sont détruites. Autre commune voisine touchée la même date : Pommereuil
- De nos jours, le village est très animé par sa brocante annuelle et par ses multiples épreuves sportives, lesquelles sont souvent soutenues par Jean-Marie Leblanc, natif et conseiller municipal.

## Héraldique

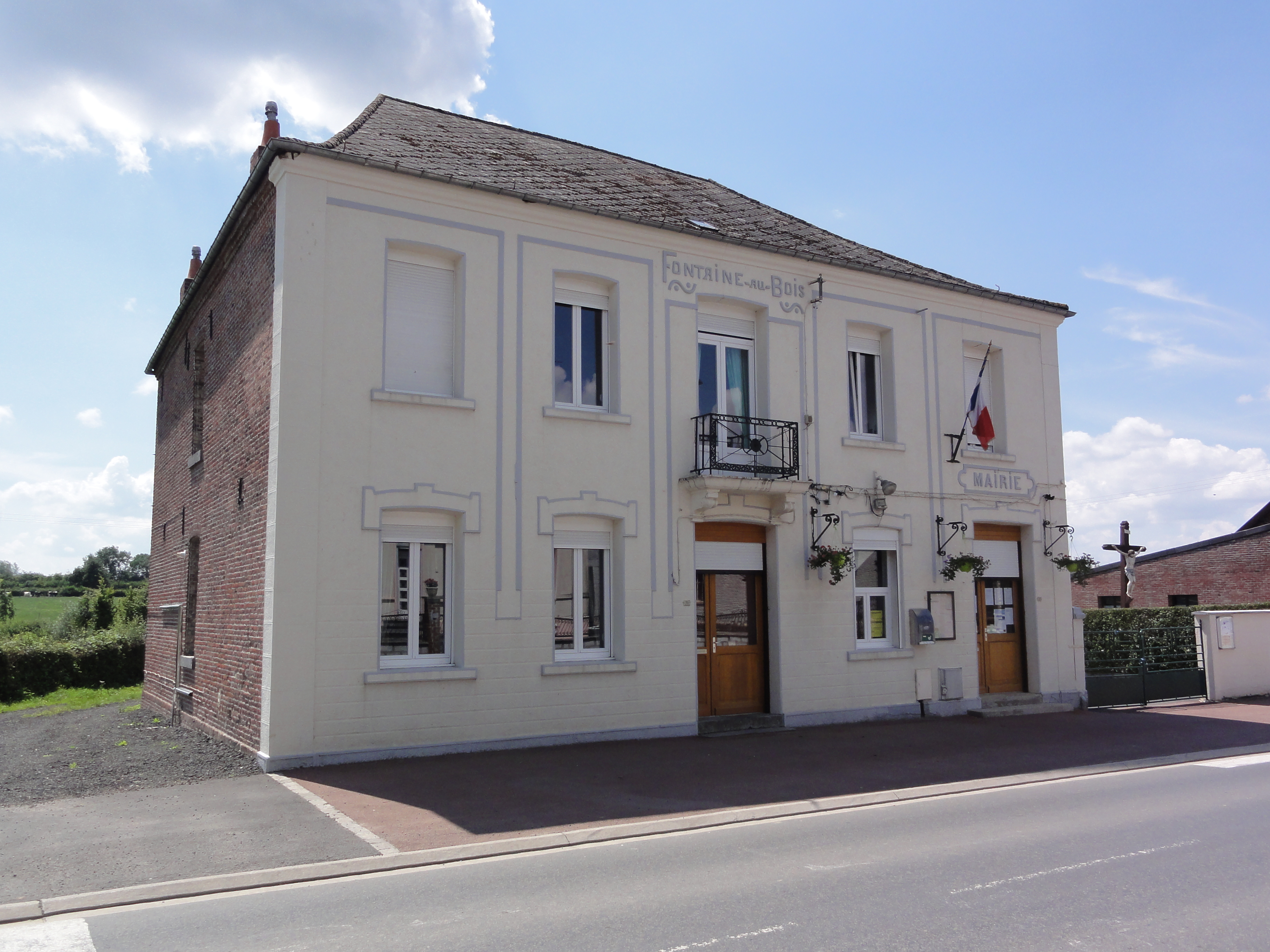
mairie-école

| Armes de Fontaine-au-Bois (Nord) | Les armes de Fontaine-au-Bois se blasonnent ainsi :« D'azur à la croix d'argent » |

## Politique et administration
Maire en 1802-1803 : F. Pierrard.
Maire en 1807-1808 : Berquet'.

Maire en 1939 : Moyaux.
| Période                                  | Période                    | Identité            | Étiquette | Qualité |
| ---------------------------------------- | -------------------------- | ------------------- | --------- | ------- |
| Juin 1995                                | mars 2014                  | Jean-Pierre Abraham |           |         |
| Mars 2014                                | En cours (au 4 avril 2014) | Hélène Dumortier    |           |         |
| Les données manquantes sont à compléter. |                            |                     |           |         |

## Population et société

### Démographie

#### Évolution démographique
L'évolution du nombre d'habitants est connue à travers les recensements de la population effectués dans la commune depuis 1793. Pour les communes de moins de 10 000 habitants, une enquête de recensement portant sur toute la population est réalisée tous les cinq ans, les populations de référence des années intermédiaires étant quant à elles estimées par interpolation ou extrapolation. Pour la commune, le premier recensement exhaustif entrant dans le cadre du nouveau dispositif a été réalisé en 2008.

En 2022, la commune comptait 691 habitants, en stagnation par rapport à 2016 (Nord : +0,51 %, France hors Mayotte : +2,11 %).
| 1793 | 1800 | 1806 | 1821 | 1831 | 1836  | 1841  | 1846  | 1851  |
| ---- | ---- | ---- | ---- | ---- | ----- | ----- | ----- | ----- |
| 658  | 805  | 811  | 977  | 963  | 1 040 | 1 070 | 1 107 | 1 081 |

| 1856  | 1861  | 1866  | 1872  | 1876  | 1881 | 1886 | 1891 | 1896 |
| ----- | ----- | ----- | ----- | ----- | ---- | ---- | ---- | ---- |
| 1 097 | 1 150 | 1 082 | 1 058 | 1 044 | 996  | 961  | 949  | 884  |

| 1901 | 1906 | 1911 | 1921 | 1926 | 1931 | 1936 | 1946 | 1954 |
| ---- | ---- | ---- | ---- | ---- | ---- | ---- | ---- | ---- |
| 811  | 778  | 682  | 660  | 659  | 646  | 609  | 616  | 612  |

| 1962 | 1968 | 1975 | 1982 | 1990 | 1999 | 2006 | 2008 | 2013 |
| ---- | ---- | ---- | ---- | ---- | ---- | ---- | ---- | ---- |
| 616  | 602  | 658  | 640  | 658  | 654  | 649  | 646  | 690  |

| 2018 | 2022 | - | - | - | - | - | - | - |
| ---- | ---- | - | - | - | - | - | - | - |
| 673  | 691  | - | - | - | - | - | - | - |

#### Pyramide des âges
La population de la commune est relativement jeune.
En 2018, le taux de personnes d'un âge inférieur à 30 ans s'élève à 33,7 %, soit en dessous de la moyenne départementale (39,5 %). À l'inverse, le taux de personnes d'âge supérieur à 60 ans est de 26,8 % la même année, alors qu'il est de 22,5 % au niveau départemental.
En 2018, la commune comptait 327 hommes pour 346 femmes, soit un taux de 51,41 % de femmes, légèrement inférieur au taux départemental (51,77 %).
Les pyramides des âges de la commune et du département s'établissent comme suit.
| Hommes | Classe d’âge | Femmes |
| ------ | ------------ | ------ |
| 0,3    | 90 ou +      | 1,2    |
| 4,9    | 75-89 ans    | 6,9    |
| 20,2   | 60-74 ans    | 19,9   |
| 21,4   | 45-59 ans    | 19,4   |
| 18,7   | 30-44 ans    | 19,7   |
| 15,6   | 15-29 ans    | 12,1   |
| 19,0   | 0-14 ans     | 20,8   |

| Hommes | Classe d’âge | Femmes |
| ------ | ------------ | ------ |
| 0,5    | 90 ou +      | 1,4    |
| 5,3    | 75-89 ans    | 8,1    |
| 14,8   | 60-74 ans    | 16,2   |
| 19,1   | 45-59 ans    | 18,4   |
| 19,5   | 30-44 ans    | 18,7   |
| 20,7   | 15-29 ans    | 19,1   |
| 20,2   | 0-14 ans     | 18     |

## Culture locale et patrimoine

### Lieux et monuments
- L'église Saint-Rémy: à ne pas confondre avec l'église homonyme de Bousies. Constituée de divers apports datant du XVe, du XVIIIe ou du début du XXe siècle, l'église Saint-Rémy de Fontaine se caractérise par sa tour rectangulaire et massive, ainsi que par les meurtrières percées dans la façade : de tels attributs correspondent plus à un château fort qu'à une simple église. Et effectivement, cela s'explique du fait qu'au Moyen Âge l'édifice servait de refuge aux habitants en cas d'attaque. Avec celle de Féron, elle constitue l'une des deux églises fortifiées de l'arrondissement d'Avesnes-sur-Helpe.
- Le monument aux morts, érigé en 1926 au pied de l'église  en l'honneur des Fontagnards tombés lors de la première guerre mondiale.
- Le lavoir : un lavoir existe à cet emplacement depuis le XVe siècle, et on peut le reconnaître sur un dessin de Fontaine-au Bois datant de 1598, au temps du roi Henri IV…
- Le kiosque à musique, caractéristique pour l'Avesnois. Il s'agit ici d'un kiosque à concert.
- Un calvaire et des chapelles-oratoires disséminées sur le territoire de la commune.
- Les cimetières britanniques : un premier cimetière situé dans la ruelle Hainaut à l'intérieur du cimetière communal, est constitué de 95 tombes. Un autre, Cross Roads Cemetery, abrite plus de 750 corps de jeunes Britanniques tués lors des combats violents qui eurent lieu en 1918 pour la prise de contrôle de Landrecies et de la forêt de Mormal.

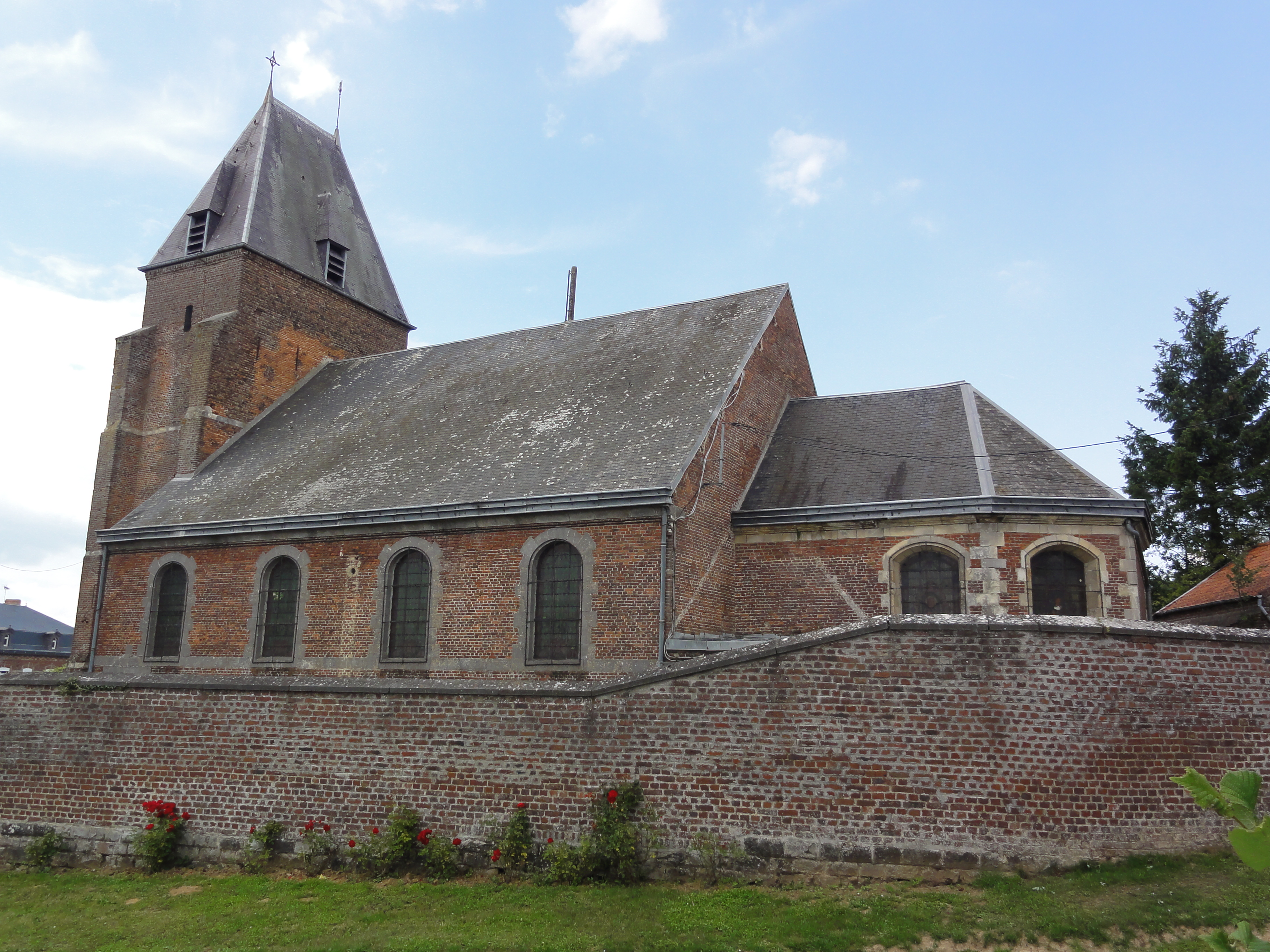
L'église Saint-Rémy
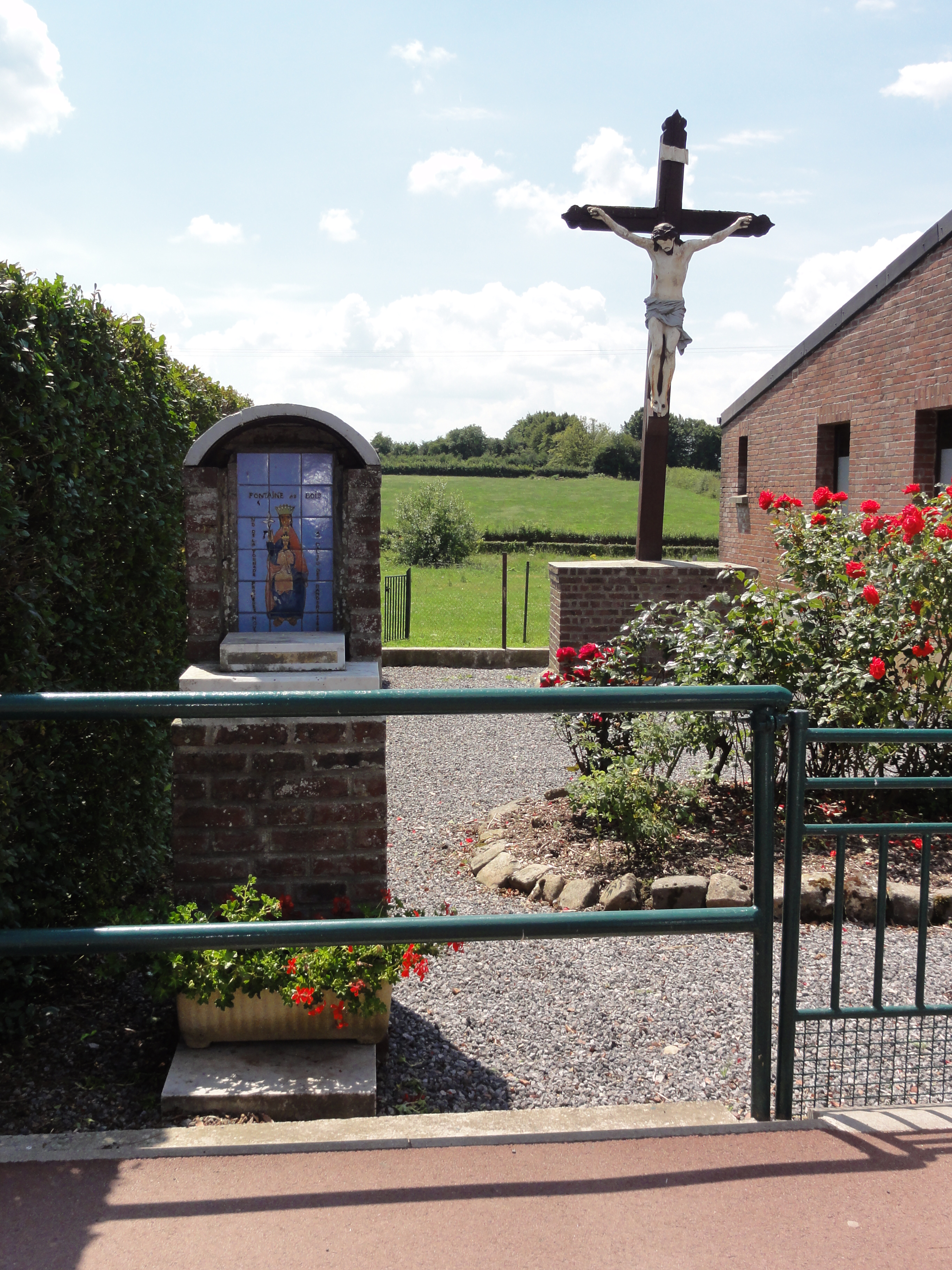
calvaire et chapelle N.D.de la Tornade
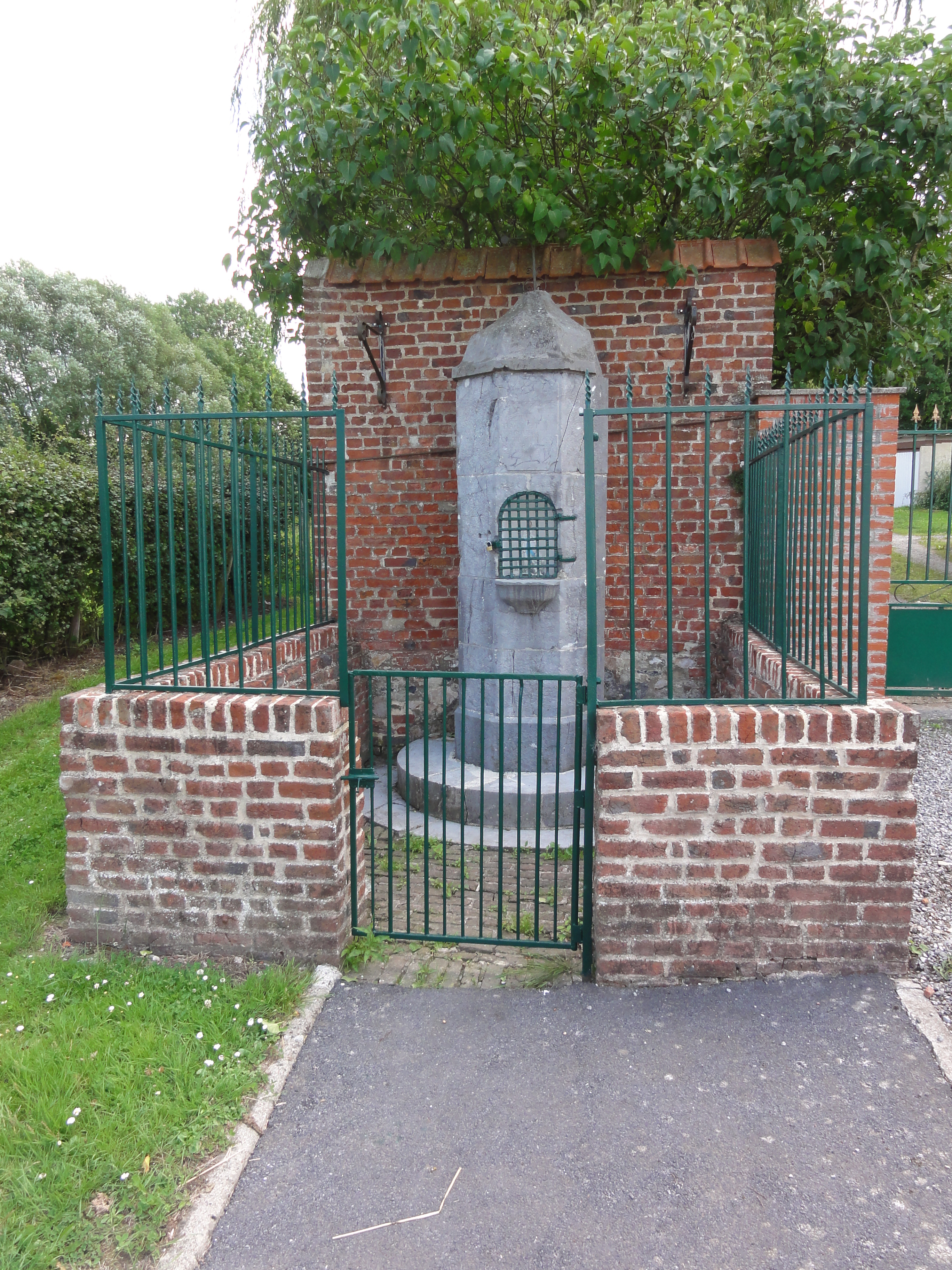
Chapelle Notre-Dame de Bon secours de 1749
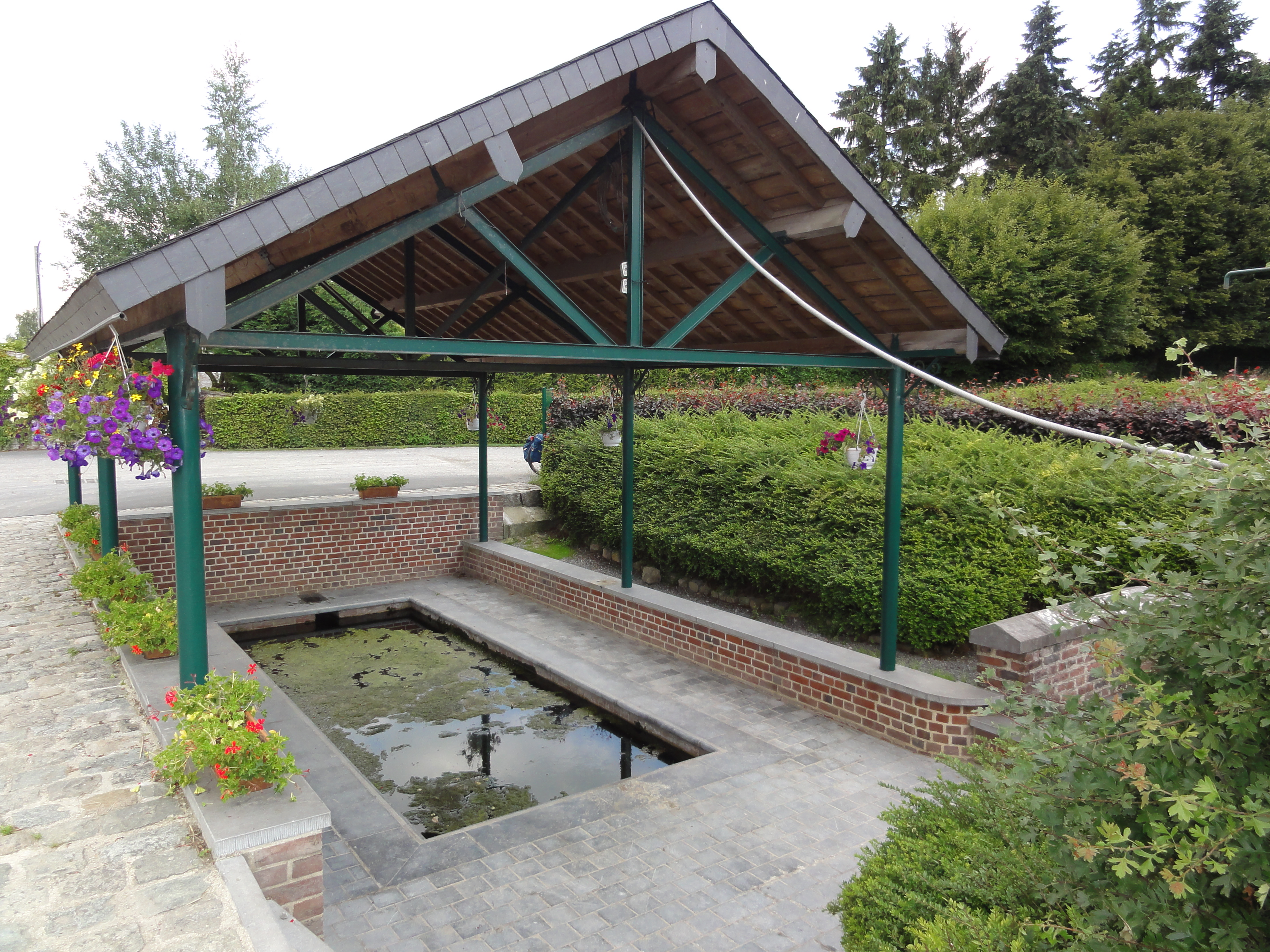
Le lavoir.
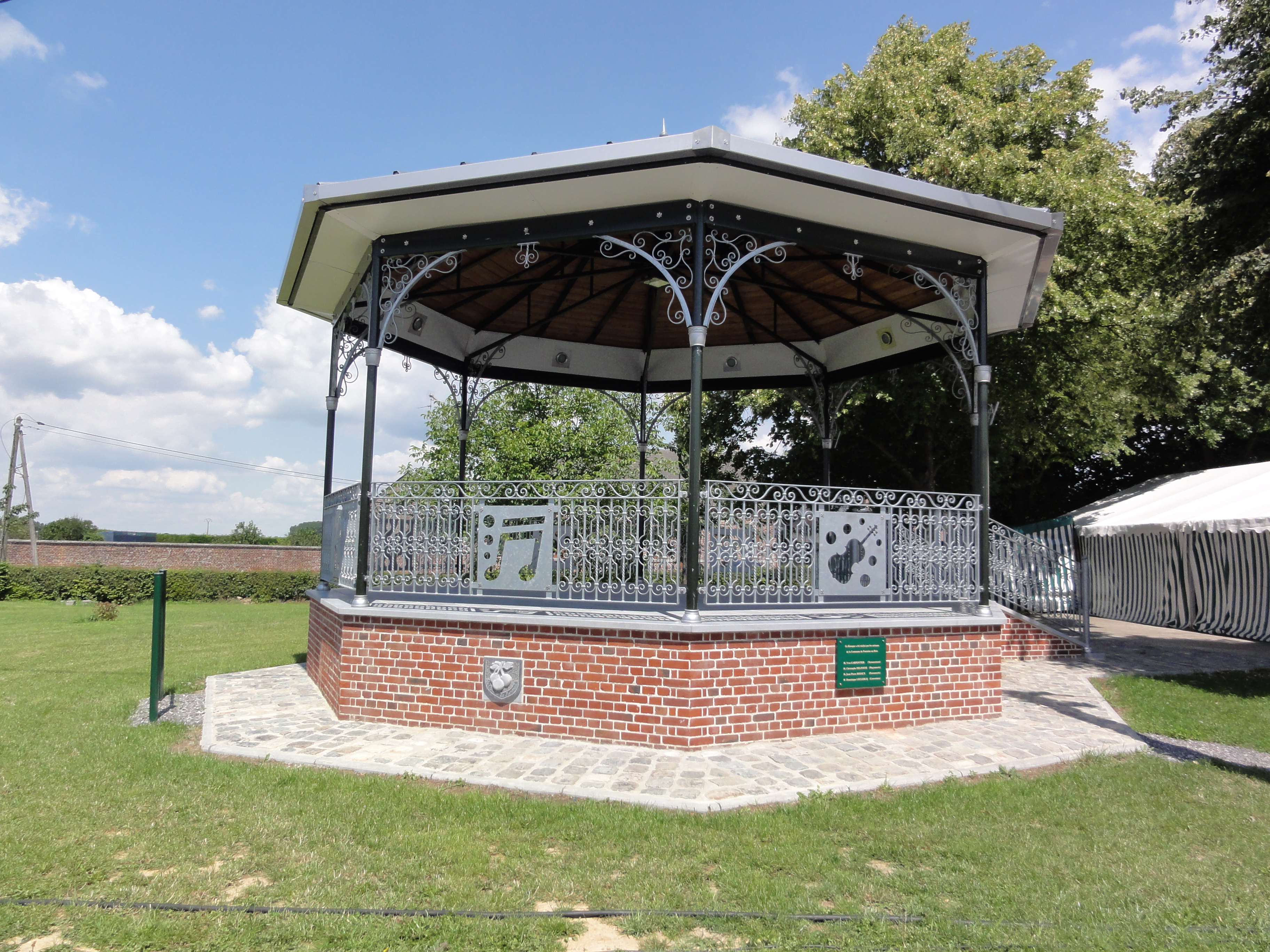
Le kiosque à musique
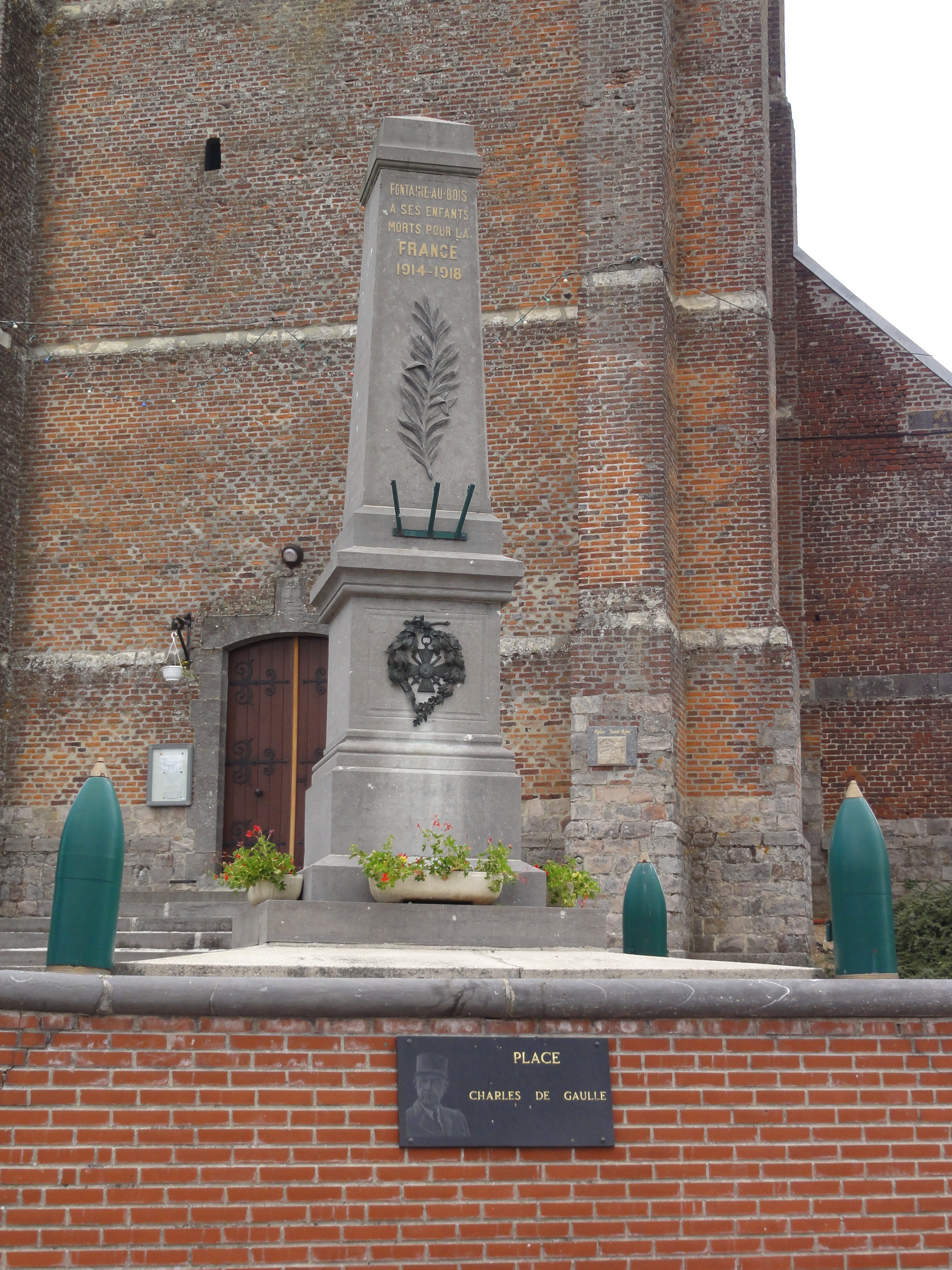
Le monument aux morts
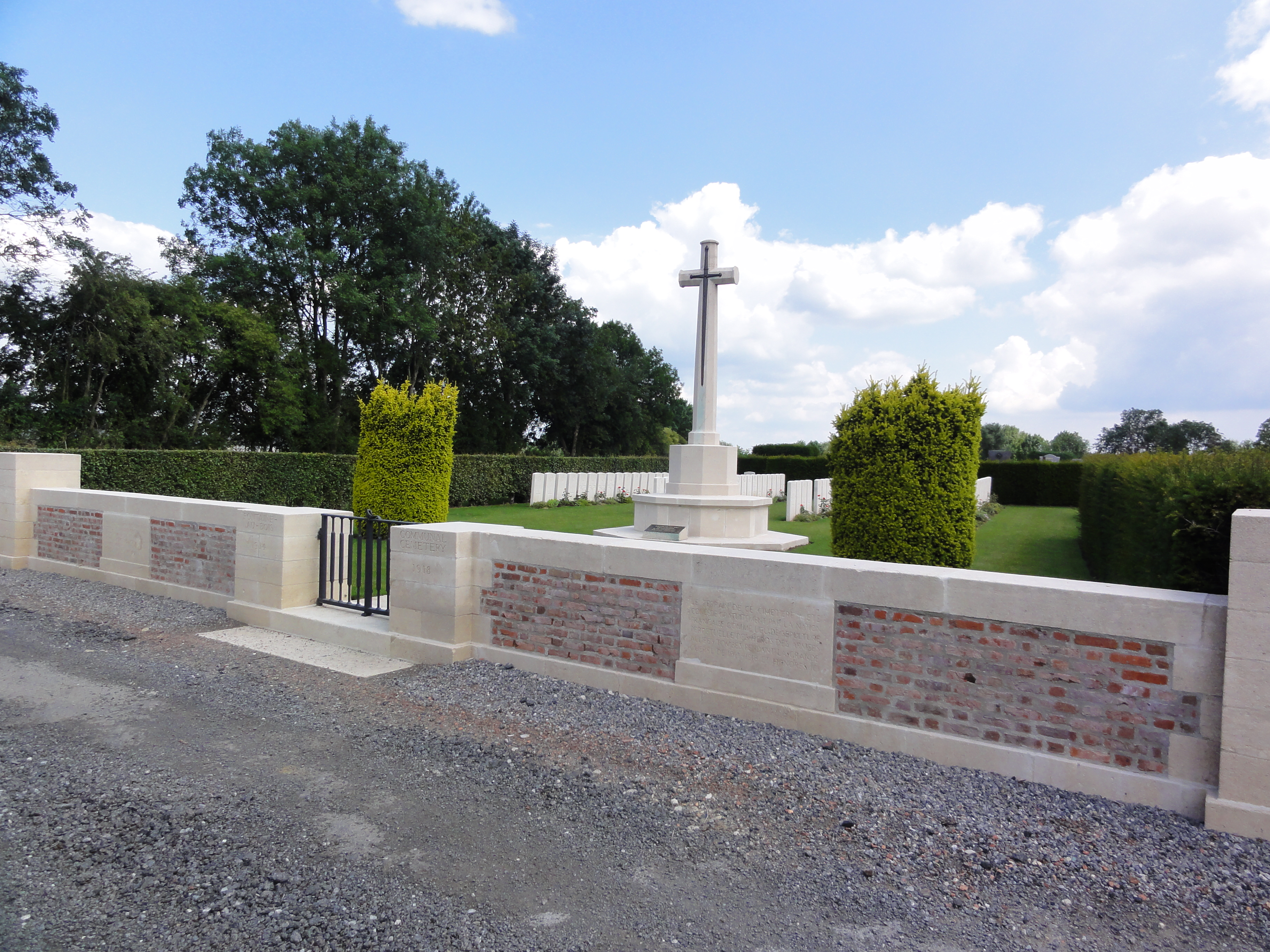
La section britannique du cimetière communal
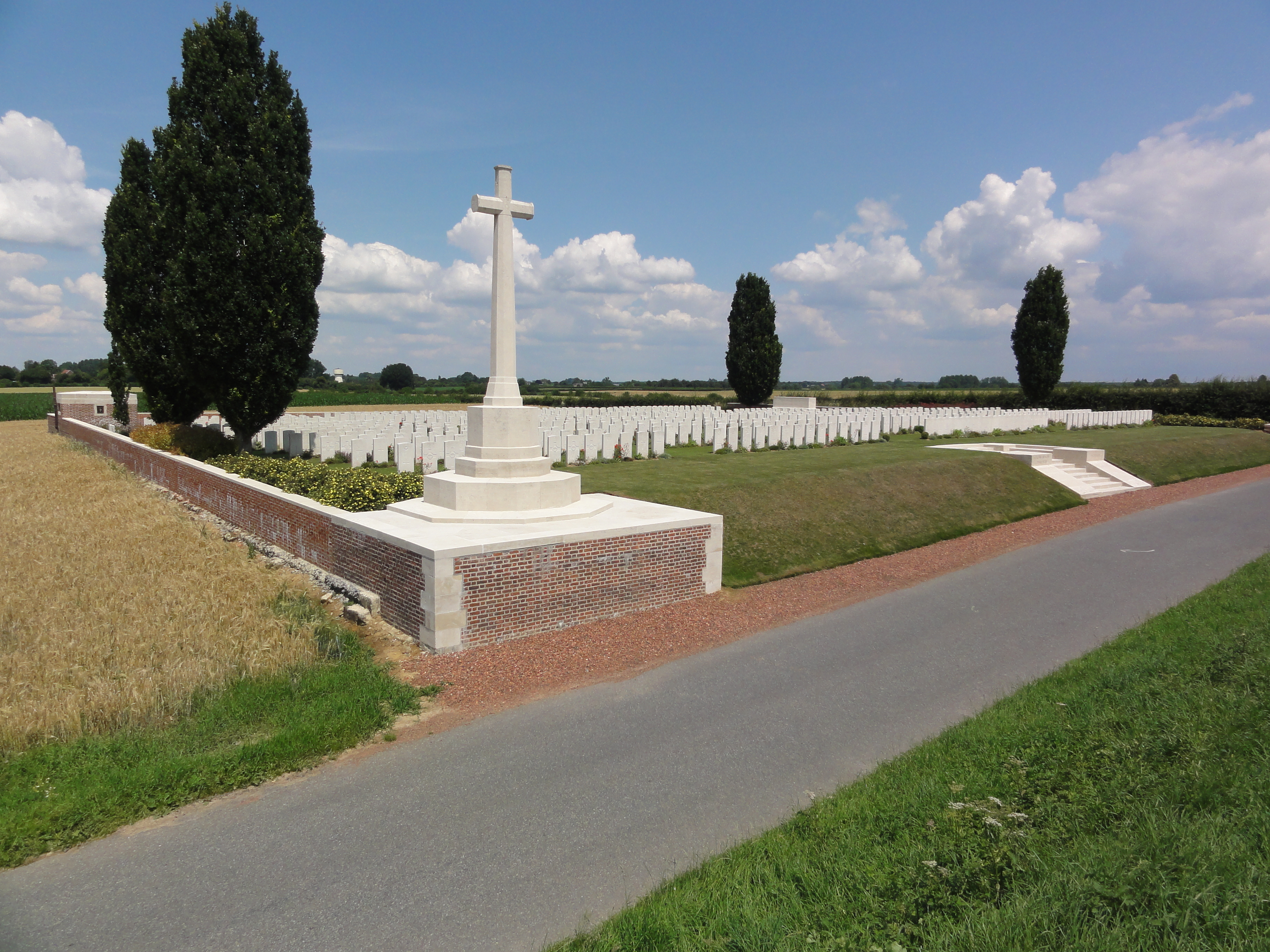
Le Cross Roads Cemetery

### Personnalités liées à la commune
- Jean-Marie Leblanc, président du Tour de France, vit à Fontaine-au-Bois. Il est actuellement maire adjoint aux relations extérieures à Fontaine-au-Bois.
- Francis Pottier (1910-1999), général de Brigade, né à Fontaine-au Bois (Nord), héros de la Résistance sous le vocable "Quasimodo". Il vécut dans les Hautes-Pyrénées jusqu'à sa mort. Dans la nuit du 14 au 15 avril 1944, à la tête d'une vingtaine de résistants locaux, il fait sauter, dans la banlieue de Tarbes (Hautes-Pyrénées), la fonderie des usines Hispano-Suiza (aujourd'hui Alstom) qui fabriquait des pièces d'avions destinées à la Luftwaffe allemande[28]. Cette destruction permit ainsi d'éviter les bombardements de l'aviation alliée et les nombreuses pertes civiles que de  tels bombardements auraient occasionnées dans cette zone habitée. Par la suite le corps franc commandé par le général Francis Pottier fut appelé "Le Commando Hispano".